# Victor Quintius Thouron
Victor Quintius Thouron est un poète, écrivain et traducteur français et occitan (provençal) né à Besse-sur-Issole (Var) le 17 mars 1794, mort à Toulon le 17 mars 1872.

## Biographie
Il est élève de l’École normale supérieure à Paris, puis étudie le droit. Il devient avocat puis avoué (puis notaire ?) à Toulon.
Il adhère à la Société des sciences, belles-Lettres et arts du Var en 1818, à l’âge de 24 ans. Ses œuvres en provençal le font comparer à Frédéric Mistral, Roumanille ou Aubanel.  Il assure la présidence de la société de mai 1859 à juillet 1867.

## Œuvres

### En français
- L'Iliade d'Homère, traduction nouvelle en vers français, Librairie Durand et Pedone-Lauriel, 1870
- " la batrachomyomachie d'Homère" Combat des rats et des grenouilles. Traduit du grec en vers français (librairie Durand et Pédone Lauriel. Paris. 1871

### En occitan
- Lou Couscri de 1815, Eglogo prouvençalo, A l'ooucasien doou retour doou Rei Louis XVIII (Lo Conscrit de 1815, Eglògas provençalas, A l'ocasion dau retorn dau Rei XVIII selon la graphie classique) Paris : Setier, 1815.
- Lou naufragé de la Meduso arriba dins l'annado 1816 : pichoun poèmo en vers prouvençaux, segui d'uno pastouralo et d'un dialogo Toulon, Aurel, 1824.
- Counseous d'un paire a soun fiou su lou mariagè (Consèus d'un paire a son fiu sus lo mariatge). Toulon, Aurel, 1864.
- Lou pleidejaire e l'avoucat Toulon : La Pignato, 1931[1].